# Alaunia (Schiff, 1913)
Die Alaunia war ein Passagierschiff der Cunard Line. Sie wurde 1913 auf der Werft Scotts Shipbuilding and Engineering Company in Greenock bei Glasgow gebaut und hatte am 9. Juni 1913 ihren Stapellauf. Ihre Jungfernreise begann am 27. November 1913 in Liverpool und führte über Queenstown (Irland) und Portland nach Boston (USA), wo sie am 6. Dezember 1913 eintraf. Ihre Schwesterschiffe waren die im Wesentlichen baugleichen Schiffe Andania und die Aurania. Die Baureihe war entstanden, nachdem die Cunard Line 1911 entschieden hatte, den Linienverkehr mit Kanada aufzunehmen.
Das Schiff hatte eine Tonnage von 13.405 BRT und war ein Zweimastschiff mit drei Decks. Es wurde mit zwei Propellern angetrieben und konnte eine Höchstgeschwindigkeit von 14,5 Knoten erreichen. Ihre Länge betrug 164,7 Meter, ihre Breite 19,5 Meter; vom Kiel bis zur Mastspitze maß sie rund 74 Meter. In der Zweiten Klasse gab es Kabinen für 520 Passagiere, in der Dritten Klasse für 1.620 Passagiere, wobei die üblichen Schlafsäle durch Vier- oder Sechsbettkabinen ersetzt worden waren. Für den Liniendienst waren 289 Besatzungsmitglieder vorgesehen.
Zunächst war die Alaunia im regelmäßigen Verkehr nach Nordamerika eingesetzt und transportierte Emigranten in die Neue Welt, aber Anfang August 1914 wurde die Alaunia als Truppentransportschiff herangezogen. Ihre letzte Reise begann am 19. September 1916, als sie Kurs auf New York City nahm, um US-amerikanische und kanadische Soldaten aufzunehmen. Diese Reise machte sie in Gesellschaft ihres Schwesterschiffes, der Andania.
Auf dem Rückweg nach Großbritannien lief sie am 19. Oktober 1916 im Ärmelkanal vor Eastbourne (East Sussex) auf eine Seemine. Ein Notruf wurde abgesetzt und andere Schiffe eilten zu Hilfe. Aufgrund ihrer Größe sank sie nicht sofort, nahm aber stetig Wasser. Ein Versuch, sie ins Tau zu nehmen und abzuschleppen, scheiterte jedoch. Aufgrund dieser Entwicklung wurde der Befehl zum Verlassen des Schiffes gegeben und alle an Bord befindlichen Passagiere und 163 Besatzungsmitglieder konnten gerettet werden. Zwei Besatzungsmitglieder kamen allerdings ums Leben.
Das Wrack wurde nicht gehoben und liegt bis heute auf dem Grund des Ärmelkanals. Auch das Schwesterschiff Andania überstand den Ersten Weltkrieg nicht; sie wurde im Februar 1918 bei der Insel Rathlin von einem deutschen U-Boot versenkt.